# Туннель реальности
Туннель реальности (англ. reality tunnel) — индивидуальное подсознательное предубеждение, которое состоит из лингвистических конструкций и других символов. Согласно теории туннелей реальности, каждый человек видит мир в соответствии с подсознательным набором ментальных фильтров, образовавшихся из его убеждений и опыта.

## Появление термина
Первым данный термин употребил Тимоти Лири, однако позднее данное понятие было раскрыто более подробно Робертом Уилсоном в его книгах «Прометей восставший, Психология эволюции» (1983) и «Квантовая психология» (1990), в которых он излагает свою концепцию сознания как туннеля реальности, сформировавшуюся на базе синтеза нейрологической теории Т. Лири с релятивно-квантовыми идеями современной физики, духовными практиками буддизма, а также достижениями социобиологии.

## Сущность
Каждый человек замкнут в собственном туннеле реальности, созданном его мозгом. Создание туннеля реальности обуславливается необходимостью каждого человека в самоориентации в окружающей среде и моделировании собственных реальностей, функцией которых является обеспечение эффективного контроля соотношения удовольствие — неудовольствие.

### Этапы формирования
1. Оральный («Естественный Ребёнок»), в ходе которого у человека вырабатываются ощущения,
2. Эмоциональный («Приспособленный Ребёнок») — развивается способность чувствовать,
3. Семантический («Взрослый», или «Компьютер») — развивается разум.

### Факторы формирования

#### Генетика
Так как человеческая ДНК произошла от ДНК приматов, они обладают схожей анатомией, нервной системой, почти такими же органами чувств. ДНК и нейро-сенсорный аппарат создает то, что этологи называют немецким словом umwelt (нем. — um «вокруг, около» и welt — «мир») — окружающий мир или то, как он воспринимается. Большинство животных воспринимает такой туннель реальности их среды обитания, который позволяет большей части особей данного вида жить достаточно долго для продолжения рода.

#### Импринты
Импринты — связи, которые на всю жизнь соединяют нейроны в рефлексные сети. Фундаментальные исследования импринтирования показали, что гусь импринтирует свою мать — то есть начинает отличать её от других гусей и привязывается к ней вскоре после рождения.

#### Кондиционирование
Кондиционирование требует многократных повторений одного и того же события.

#### Обучение
Как и кондиционирование, обучение требует многократного повторения, которое, однако, дополняется мотивацией.

## Похожие идеи
- Гарвардский социолог Толкотт Парсонс использовал слово «толкование», чтобы обозначить то, как сознание воспринимает реальность. Понимать мир нас учат те, которые уже являются частью совместной реальности. Согласно Парсонсу, общество — это система, состоящая из подсистем, которым соответствуют определённые негласные правила.
- Исследования Норвуда Хансона[англ.] показали, что мозг «фильтрует» информацию, которую мы получаем в результате наших ощущений. Подобное «фильтрование» является неосознанным и может оказаться под влиянием многих факторов, таких как биологические особенности, культура, которая включает в себя воспитание и язык общения, жизненный опыт, предпочтения, система ценностей, патологии, психологическое состояние и др.
- Американский психолог и парапсихолог Чарльз Тарт в своей работе «Пробуждение» (1968) стал использовать термин «состояние консенсуса» (англ. consensus trans). В своей работе он описывал, как каждый из нас с самого рождения становится частью «состояния» общества, в которое попадает.

## Критика
После того, как были написаны работы Роберта Уилсона, подробно объясняющие значение термина «туннель реальности», её автора неоднократно упрекали в чрезмерном презрении к фундаментализму и фундаменталистам. Критики считали, что он должен применить методики, описанные в его книгах, находясь при этом в «фундаменталистском» туннеле реальности. Его обвиняли в том, что, озлобившись из-за недостаточного внимания к своим работам, он был жёстким, категоричным в своих аргументах, слишком циничным и скептичным.

## Влияние на общество
Туннель реальности оказывает большое влияние на жизнь человека. Лозунг «Вы сами создаете свою реальность» полностью соответствует принципу туннеля реальности.
Разнообразие туннелей является огромной эволюционной силой общества, так как люди, осознавая их значение, могут учиться у тех, чьи импринты и обучение позволяют совершенствоваться. Важным является факт существования возможности изменения туннеля реальности. С помощью специальных техник человека можно ввести в состояние так называемой импринтной уязвимости, когда он становится повышенно внушаемым, и полностью его перепрограммировать: изменить систему представлений, сознание, восприятие реальности и модели мышления.
Большинство людей в течение всей своей жизни остаются в туннеле реальности их родителей. Так, процесс приобщения к культуре есть не что иное, как процесс контроля над сознанием. Сразу после появления на свет ребёнок подвергается контролю сознания, так как начинает действовать процесс социализации.
Не существует ни одной пары людей, у которых были бы одинаковые генетические программы, импринты, кондиционирование и опыт обучения, а следовательно, и туннели реальности. Каждый человек живёт в соответствии со своим туннелем, и по этой причине в межличностных отношениях часто возникает недопонимание.

Чаще всего конфликт возникает из заблуждения «Мой туннель реальности — единственно правильный», когда человеку приходится иметь дело с другим человеком, чей туннель реальности также «единственно правильный».— Роберт Антон Уилсон "Квантовая психология", часть 3, глава 17
Туннели реальности увеличивают роль личности в истории, делают возможными управление и манипуляции людьми.
Туннель реальности может передаваться через поколения. Его частью могут быть проекты, слова, концепции, инструменты, теории, музыка и т. д. Формирование туннелей реальности происходит отчасти за счёт символов. Учитывая, что человеческие существа относятся к созданиям, использующим символы, такие личности как Моисей, Конфуций, Будда до сих пор оказывают влияние потому, что они использовали символьные системы. Эти системы включают в себя слова, произведения искусства, музыку, ритуалы и «игры», при помощи которых передается культура. Ещё в большей степени люди подвергаются управлению со стороны изобретателей колеса, плуга, алфавита и др. Это подтверждает, что те, кто правит символами, формируя туннель реальности, правит людьми. Природа символьного процесса такова, что, если он уже начался, для человека практически невозможно (не имея профессиональных нейрологических знаний) избавиться от созданного им же или навязанного окружающей средой туннеля реальности.